# Klein Hehlen
Das Dorf Klein Hehlen wurde 1939 per Gesetz zur unmittelbar angrenzenden Stadt Celle eingemeindet. Der Ortsteil liegt nordwestlich des Stadtzentrums.

## Geschichte
Klein Hehlen wurde urkundlich 1235 Suthelende und 1248 Suthhelende genannt. Der Edele Hermann von Meinersen verkaufte zwischen 1233 und 1235, seinen Eigenbesitz, einen Hof in Suthelende, an Herzogin Agnes, 2. Ehefrau und Witwe des Pfalzgrafen Heinrich von Sachsen, die ihn dem von ihr gestifteten Kloster Wienhausen schenkt.

## Politik

### Ortsrat
Der Ortsrat Klein Hehlen hat neun Mitglieder.

Bei der Kommunalwahl 2021 ergab sich folgende Sitzverteilung:
| Ortsrat 2021Insgesamt 9 Sitze - SPD: 2 - Grüne: 2 - FDP: 1 - CDU: 4 |

### Ortsbürgermeisterin
Ortsbürgermeisterin ist Karin Abenhausen.

## Religion
Die Kirchengemeinde Klein Hehlen ist Teil des Kirchenkreises Celle.
Das Gebiet des Ortsteils ist Teil des römisch-katholischen Bistums Hildesheim.

## Gebäude, Kultur und Sehenswürdigkeiten

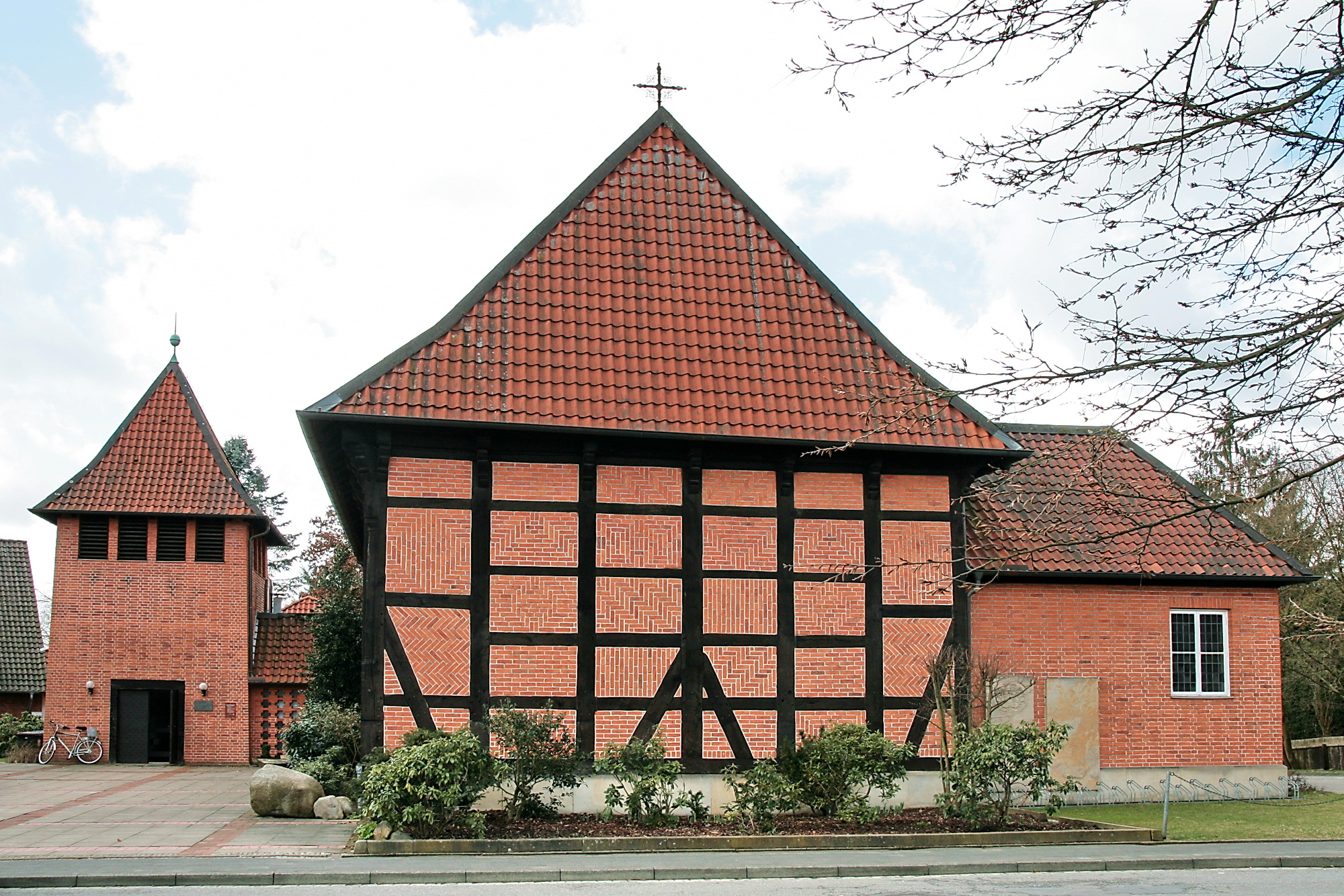
Bonifatiuskirche

- Die Bonifatiuskirche wurde im Jahr 1657 als Friedhofskapelle am Harburger Berg errichtet. Zwischenzeitlich erfolgte von 1758 bis 1902 die Nutzung als Garnisonkirche. 300 Jahre nach der Erstellung wurde 1957 der Fachwerkbau auf dem heutigen Standort wiedererrichtet. Die von Herzog Christian Ludwig gestiftete Kanzel stammt aus dem Jahr 1659, der von Großburgwedel kommende Altar aus dem Jahr 1690.
- Der (seitdem reduzierte) Bestand der von Herzog Ernst dem Bekenner im 16. Jahrhundert begründeten ursprünglichen Hofbibliothek wurde mit den rund 40.000 Bänden der Bibliothek des (inzwischen aufgelösten) Predigerseminars Celle-Klein Hehlen zusammengefügt. Die öffentliche, kirchlich wissenschaftliche Spezialbibliothek verfügt heute über einen Bestand von 62.000 Bänden, der jedem Interessierten kostenlos zugänglich ist.

## Wirtschaft und Infrastruktur

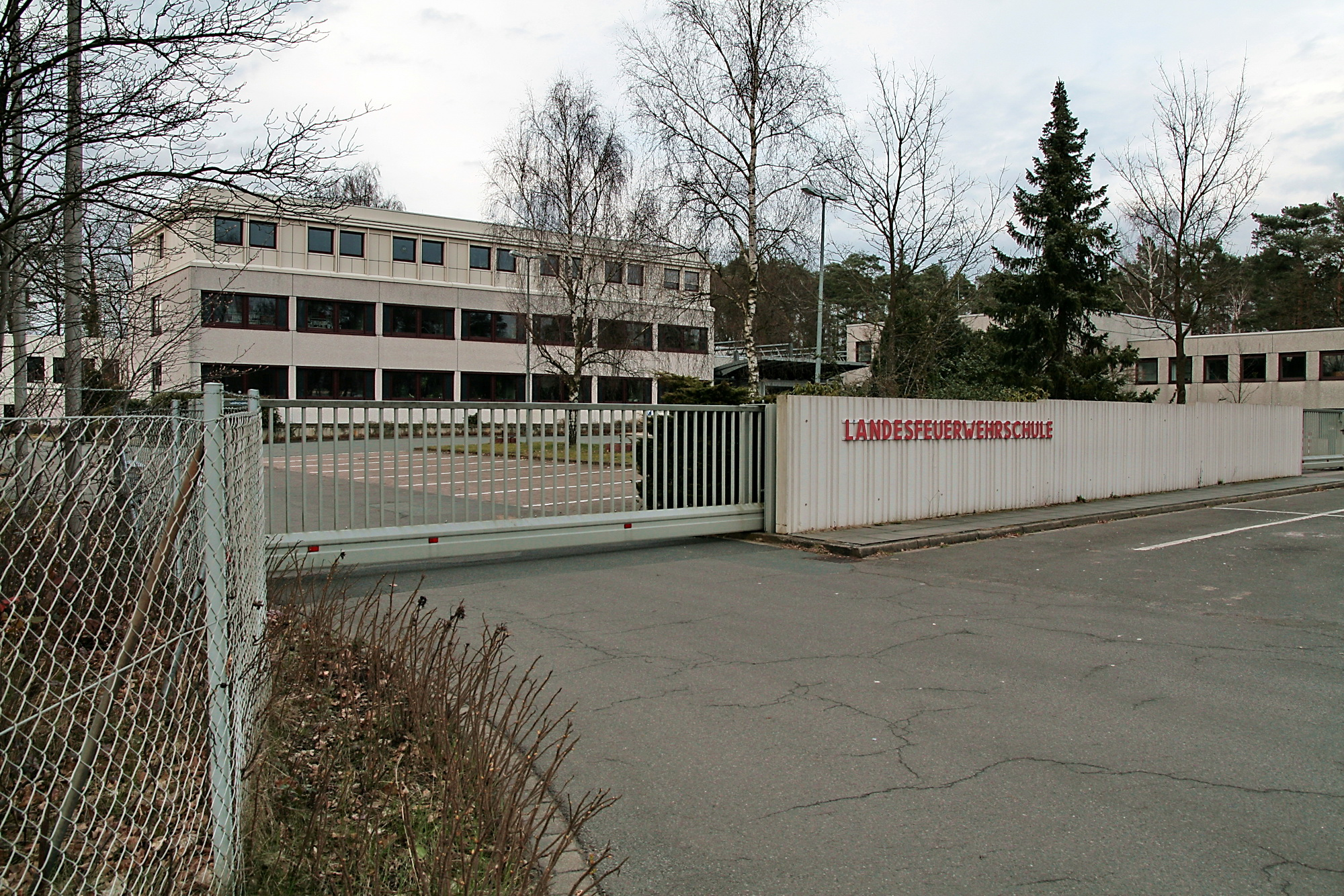
Landesfeuerwehrschule Celle

- Die im Jahre 1931 gegründete Landesfeuerwehrschule Celle hat ihren Standort in Klein Hehlen. Die heutige Niedersächsische Akademie für Brand- und Katastrophenschutz mit einer Teilnehmerkapazität von 160 Lehrgangsplätzen ist eine Anstalt des öffentlichen Rechts, mit Aus- und Fortbildungsaufgaben für Angehörige der Freiwilligen, Berufs-, Pflicht- und Werkfeuerwehren.[5]
- Ihr gegenüber liegt die Straßenmeisterei Celle, welche die Aufgaben der Straßenkontrolle und -unterhaltung sowie den Winterdienst für den Landkreis Celle wahrnimmt.
- Baker Hughes ist ein Erdöl-Service-Unternehmen, welches ein modernes Servicezentrum für geothermische elektrische Unterwasserpumpen, einschließlich Labor für Ablagerungsanalysen und einem spezialisierten Engineering-Team betreibt.